# Godshuis (Sint-Laureins)

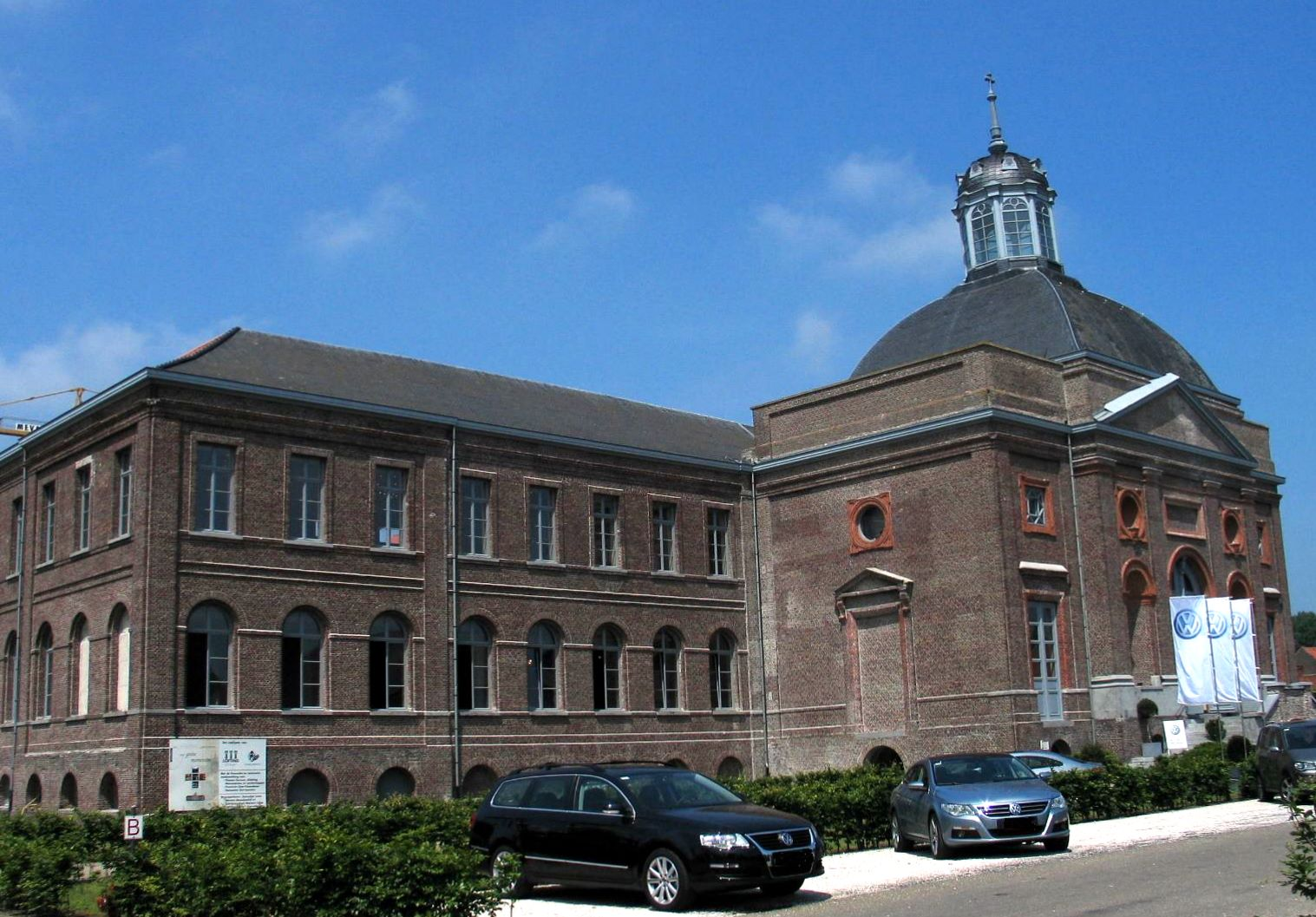

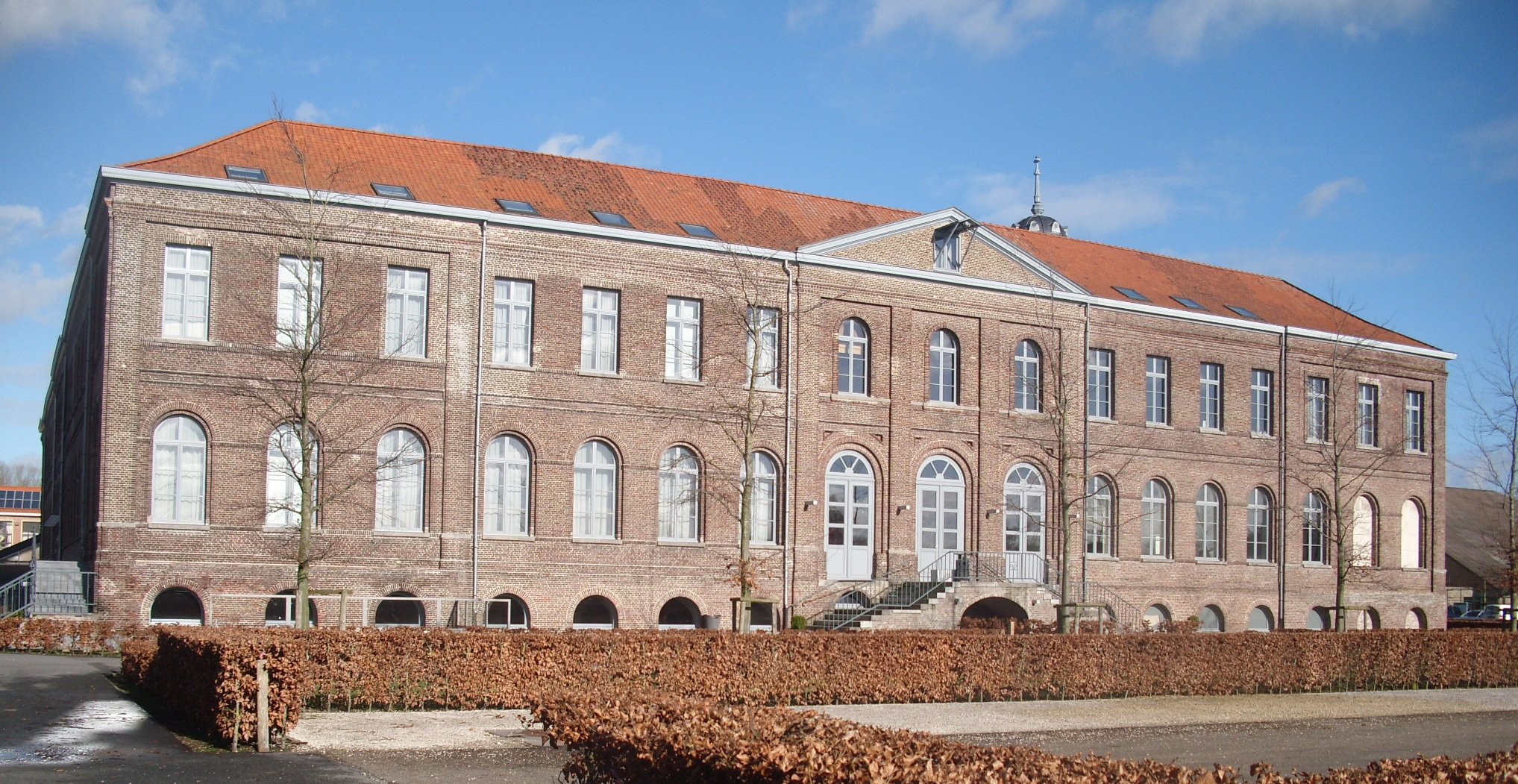

Het Godshuis in de Meetjeslandse gemeente Sint-Laureins is een monumentaal negentiende-eeuws gebouw.
Het Godshuis, 75 meter lang en 56 meter breed, werd tussen 1843 en 1849 gebouwd in een neoclassicistische stijl met neobarokke en neorenaissancistische elementen. Het fraaie gebouw bevindt zich pal in het centrum van Sint-Laureins.
In de jaren 90 van de 20e eeuw stond het hele gebouw te verkommeren, maar vandaag is het prachtig gerestaureerd. 
Tussen 1843 en 1849 werd het Godshuis gebouwd met financiële ondersteuning van juffrouw Antonia Van Damme (1797-1879). De bedoeling was dat het grote gebouw een soort ziekenhuis zou worden voor mensen met moeraskoorts, een ziekte die toen nog frequent voorkwam in het waterrijke Meetjeslandse krekengebied. De bestemming van het gebouw werd een aantal keer gewijzigd doorheen zijn geschiedenis: van tehuis voor bejaarden en gewone zieken, tot een weeshuis en een onderwijsinstelling.
In 1940 en ook tijdens de bevrijding in 1944 verwierf het Godshuis grote populariteit, omdat de grote kelders een veilig toevluchtsoord waren voor de bevolking tijdens de gevechten.
In 1999 werd het vervallen gebouw zeer grondig gerestaureerd en in 2004 ging het Godshuis weer open als hotel en ontmoetingscentrum voor zakenseminaries en (huwelijks)feesten met faciliteiten zoals een sauna. Omstreeks 2020 kwam er een faillissement met als gevolg leegstand, leegroof en een periode van stilte. Begin 2022 kwam het verrassende persbericht dat er een asielcentrum zou komen. Sedert oktober 2022 zijn er asielzoekers toegekomen, het voorziene maximum aantal inwoners is bepaald op 240. Het Godshuis wordt nu door het Rode Kruis België beheerd.